# Конрад III фон Винебург-Байлщайн
Конрад III фон Винебург-Байлщайн или Куно (Конрад) IV фон Винебург-Байлщайн (на немски: Conrad III/Kuno (Konrad IV) von Winnenburg-Beilstein; † 7 януари 1529) от благородническия род Винебург, е господар на господството Винебург (до Кохем на Мозел) и Байлщайн (днес част от Грайфенщайн) във Вестервалд.

## Произход
Той е син на Йохан III фон Виненбург-Байлщайн († сл. 12 март 1470), господар на Винебург и Байлщайн, и съпругата му Ирмгард фогт фон Хунолщайн († сл. 1480), дъщеря на фогт Николаус VI фон Хунолщайн († 1455) и Демудис Кемерер фон Вормс († 1455). Сестра му Катарина фон Винебург († сл. 19 октомври 1472) се омъжва пр. 4 септември 1469 г. за фрайхер Фридрих IV фон Флекенщайн († 1498/1506).

## Фамилия
Първи брак: с Бате фон Раесфелд († сл. 1501). Те нямат деца.
Втори брак: на 30 март 1509 г. с Барбара фон Мандершайд (* 5 март 1490; † сл. 1522), дъщеря на граф Йохан I фон Мандершайд-Бланкенхайм-Геролщайн (1446 – 1524) и Маргарета фон Марк-д' Аренберг († 1542). Те имат децата:
- Филип I фон Винебург-Байлщайн (* пр. 1525; † 16 март 1583), фрайхер на Винебург и Байлщайн, женен на 4 март 1538 г. за Урсула фон Ритберг († сл. 1539), дъщеря на граф Ото III фон Ритберг († 1535) и графиня Анна Елизабет фон Сайн († 1523)
- Барбара фон Винебург-Байлщайн († 28 декември 1521)
- Конрад (Куно) фон Винебург-Байлщайн († сл. 1553), женен 1559 г. за Емеренция фон Льовенщайн (* 3 април 1531; † 16 март 1565), дъщеря на граф Фридрих I фон Льовенщайн († 1541) и фрайин Хелена фон Кьонигсег († 1566); нямат деца